# Vince Fong
Vincent Karchi Fong (né le 24 octobre 1979) est un homme politique américain. Il est représentant du 20e district de Californie depuis 2024. Membre du Parti républicain, il représentait auparavant le 32e district de l'Assemblée de l'État de Californie, englobant une partie de la Vallée Centrale. Avant son élection à l'Assemblée en 2016, Fong est directeur de district auprès de Kevin McCarthy, alors chef de la minorité et député.

## Jeunesse et éducation
Fong est né le 24 octobre 1979 à Bakersfield, en Californie, d'une famille d'immigrants chinois. Son père, originaire de Hong Kong, travaille dans une pharmacie de Bakersfield. Enfant, Vince Fong souffre de bégaiement et se décrit comme « probablement mort de peur de parler devant un groupe, et encore plus devant une classe ». Il remercie ses professeurs et ses mentors qui l'ont aidé à reconnaître son potentiel et à surmonter sa peur de parler en public. Il fréquente le lycée West et obtient une licence en sciences politiques à l'université de Californie à Los Angeles. Cela a surpris sa famille, car Fong n'avait manifesté aucun intérêt pour la politique avant l'université. Il obtient ensuite une maîtrise en affaires publiques à l'université de Princeton.

## Début de carrière politique
Fong commence sa carrière comme assistant du député Bill Thomas, alors président de la commission des voies et moyens de la Chambre des représentants. À ce titre, il se concentre sur la politique commerciale internationale, œuvrant à l'élargissement de l'accès au marché pour les agriculteurs et les petites entreprises américaines. C'est là qu'il rencontre Kevin McCarthy, alors directeur de district de Thomas. Fong retourne ensuite dans le comté de Kern, exerçant pendant près de dix ans le rôle de directeur de district de McCarthy après son élection au Congrès. Il est également élu au Comité central républicain du comté de Kern et est membre à vie de la National Rifle Association.

## Assemblée de l'État de Californie

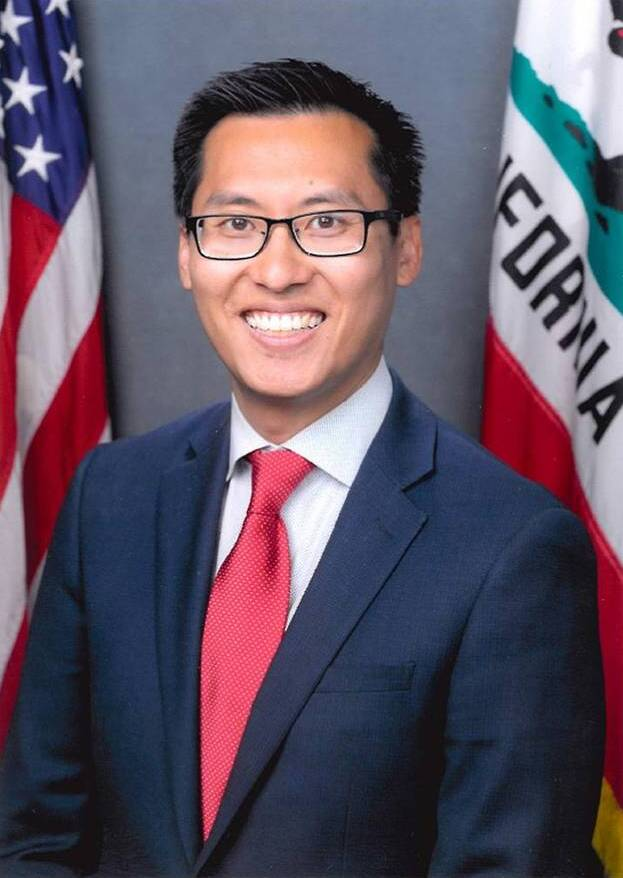
Portrait officiel de Fong à l'Assemblée de l'État de Californie.

En septembre 2016, Fong annonce sa candidature à l'Assemblée de l'État de Californie pour succéder à la députée Shannon Grove (en), qui ne pouvait pas se représenter, dans le 34e district. Lors des élections générales, Fong affronte Perrin Swanlund, un jeune de 18 ans, et remporte largement l'élection,,. Il est réélu en 2018, 2020 et 2022.
Il quitte son siège à l'Assemblée le 24 mai 2024, après avoir remporté l'élection spéciale de la Chambre des représentants des États-Unis,. Il candidate aussi à l'Assemblée de l'État mais se retire de la course après sa victoire à l'élection spéciale et soutient le conseiller municipal de Bakersfield, Ken Weir, qui avait obtenu une deuxième place aux primaires. Malgré son retrait, Fong est quand même largement réélu et doit de nouveau démissionner.

## Chambre des représentants des États-Unis

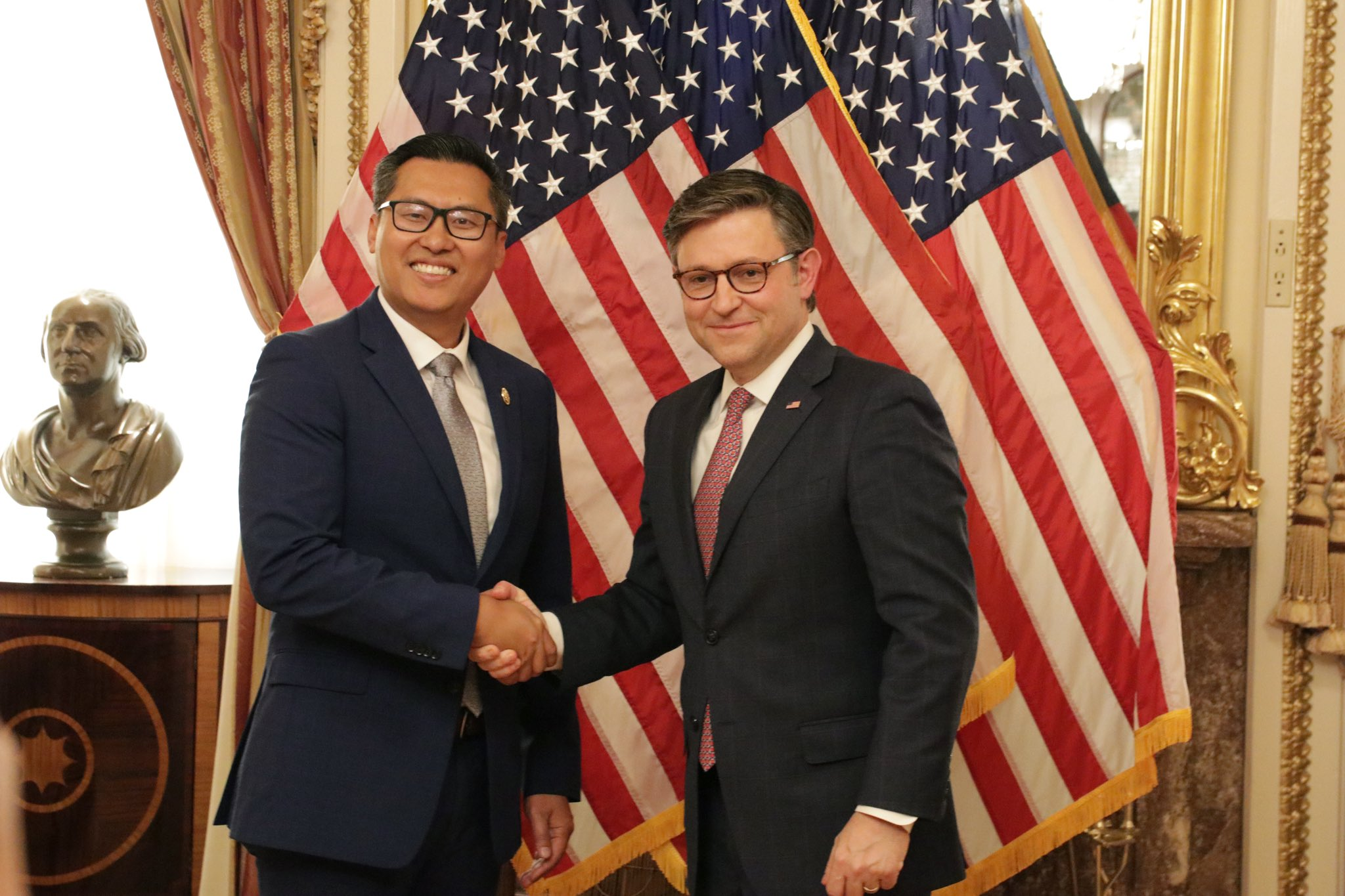
Fong serre la main du président de la Chambre des représentants, Mike Johnson, après avoir prêté serment

Le 6 décembre 2023, le représentant américain Kevin McCarthy, ayant été démis de ses fonctions de président de la Chambre des représentants, il annonce sa démission du Congrès à compter du 31 décembre. Une élection spéciale est prévue pour le 19 mars 2024, avec un second tour le 21 mai 2024. Refusant initialement de se présenter, Fong annonce ensuite sa candidature pour le siège, bien qu'il ait déjà déposé sa candidature à l'Assemblée de Californie,. La secrétaire d'État de Californie, Shirley Weber (en), juge Fong inéligible à se présenter aux élections au Congrès en raison de sa candidature existante pour la réélection, car la loi de l'État interdit aux candidats de se présenter à deux postes simultanément. Fong poursuit l'État, et la juge de la Cour supérieure Shelleyanne W. L. Chang statue en sa faveur, lui permettant de se présenter. Weber fait appel de la décision, et la députée Wendy Carrillo (en) présente un projet de loi interdisant les doubles candidatures. En janvier 2024, Weber dépose une requête auprès d'une cour d'appel de l'État pour annuler la décision, tandis que la députée Gail Pellerin (en) présente un projet de loi similaire pour empêcher les candidats de se présenter à plusieurs postes lors de la même élection.
Fong se qualifie pour le second tour de l'élection spéciale contre le shérif du comté de Tulare, Mike Boudreaux, un autre républicain, et gagne finalement avec une marge de 60 % à 39 %. Il prête serment en tant que membre de la Chambre des représentants des États-Unis devant le président Mike Johnson le 3 juin 2024. Lors de l'élection générale, Fong, est réélu pour un mandat complet à la Chambre des représentants des États-Unis.